# The King of Fighters R-2
King of Fighters R-2 es un videojuego de lucha lanzado por SNK en 1999 para el sistema portátil Neo Geo Pocket Color.
Es una adaptación a 8 bits de The King of Fighters '98. Incluye 14 personajes seleccionables y otros nueve desbloqueables.
El juego es secuela de King of Fighters R-1 de Neo Geo Pocket, la generación previa de la portátil. Un port para Nintendo Switch fue lanzado el 7 de agosto de 2020.

## Personajes
| Team Kusanagi - Kyo Kusanagi - Saisyu Kusanagi - Shingo Yabuki Super Babe Team - Athena Asamiya - Yuri Sakazaki - Kasumi Todoh | New Southtown Team - Terry Bogard - Ryo Sakazaki - Mai Shiranui New Face Team - Yashiro Nanakase - Chris - Shermie |

### Personajes sin equipo
| - Iori Yagami | - Leona Heidern |

### Personajes secretos
| - Orochi Yashiro - Orochi Chris - Orochi Shermie - Omega Rugal - Kyo (classic) | - Terry (classic) - Ryo (classic) - Yuri (classic) - Mai (classic) |